# أنطون روبرت كروجر
أنطون روبرت كروجر (بالإنجليزية: Anton Robert Krueger)‏ هو شاعر جنوب أفريقي، ولد في 28 سبتمبر 1971 في جنوب أفريقيا.